# Parastictococcus mutatus
Parastictococcus mutatus är en insektsart som beskrevs av Richard 1976. Parastictococcus mutatus ingår i släktet Parastictococcus och familjen Stictococcidae.
Artens utbredningsområde är Nigeria. Inga underarter finns listade i Catalogue of Life.